# Коли все змінилося
«Коли все змінилося» (англ. When It Changed) — феміністське науково-фантастичне оповідання Джоанни Расс, вперше надруковане 1972 року в антології Гарлана Еллісона «Знову, небезпечні видіння».

## Сюжет
Розповідь ведеться від Дженет Евейсон, жительки колонізованої планети «Вайлевей». 30 поколінь тому від чуми загинули усі чоловіки, і зараз населення складається повністю з жінок, які навчилися поєднувати яйцеклітини, щоб давати потомство. Це здебільшого сільськогосподарське суспільство, і весь спектр людських поведінок, які проявлялися чоловіками і жінками на Землі, тепер присутній в чисто жіночому суспільстві. Наприклад, Дженет билася в декількох дуелях, її наречена, Кейті, любить швидку їзду, а малі дівчата люблять полювання і пригоди. Коли прибувають астронавти з землі, вони приголомшені жіночою громадою, думають, що це чудернацько, і впевнені, що жінкам не вистачає чоловіків, що суспільство в якійсь мірі недосконале через їх відсутність. Дженет спочатку не розуміє, що з нею поводяться образливо, і не розуміє чоловічої потіхи. Кейт пробує убити одного з чоловіків, але Дженет зупиняє її, хоча пізніше тієї ночі шкодує про це. Вона роздумує над тим, як усе зміниться, коли прибуде більше чоловіків. Вони розказували, що на Землі тепер статева рівність, але їй в це мало віриться через цинічне ставлення прибульців до жіночого суспільства Вайлевей, і героїня переживає, як їхня зневага вплине на її дочок.

## Теми
У післямові Расс пояснює, що «Коли все змінилось» було написано, щоб кинути виклик ідеям про те, як в науковій фантастиці того часу зображались цілком жіночі суспільства.
|  | Я читала НФ оповідання про безчоловічні світи раніше; вони або повні грудастих дівчат які бігають прикриті клаптями шіфону і завивають від похоті (Кіт Ломер написав чудову і смішну «Війну з Юкками»), або жінки встановили статичне, бджолоподібне суспільство в імітації якогось примітивного матріархату. Ці історії пишуться чоловіками. Чого жінки, які були одні впродовж поколінь, мають „інстинктивно“ обернути свої сексуальні бажання до осіб, про яких вони мають тільки інтелектуальні знання, або чого жіночі особини мають вроджено віддавати перевагу візантійській жорсткості, я не знаю. Оригінальний текст (англ.) I have read SF stories about manless worlds before; they are either full of busty girls in wisps of chiffon who slink about writhing with lust (Keith Laumer wrote a charming, funny one called "The War with the Yukks"), or the women have set up a static, beelike society in imitation of some presumed primitive matriarchy. These stories are written by men. Why women who have been alone for generations should "instinctively" turn their sexual desires toward persons of whom they have only intellectual knowledge, or why female people are presumed to have an innate preference for Byzantine rigidity, I don't know. |

Расс також згадує роман Урсули Ле Гуїн «Ліва рука темряви», як вплинув на написання оповідання.

## Сприйняття
Твір виграв премію «Неб'юла» і був номінований на «Г'юґо» в 1973 році. Також отримав ретроспективну премію Джеймса Тіптрі-молодшого в 1996 році.